# Hermann Budy
Hermann Johann Gottfried Budy (* 28. Dezember 1838 in Brüsewitz bei Stargard in Pommern; † 2. Juli 1907 in Altona) war ein deutscher Pädagoge und Musikwissenschaftler und ein enger Freund der Kinder von Robert Schumann.

## Leben
Budy besuchte in Berlin das Joachimsthalsche Gymnasium und legte dort Ostern 1858 sein Abitur ab. Anschließend studierte er Theologie an der Berliner Universität. 1860 gründete er dort mit anderen Studenten den „akademischen Beethoven-Verein für Kammermusik“. 1861 lebte er vorübergehend in Graditz bei Torgau und schrieb dort am 5. November 1861 einen Brief an Franz Richarz, den Leiter der Privat-Irrenanstalt in Endenich bei Bonn, in der Robert Schumann seine letzten Lebensjahre verbracht hatte. Er gab sich darin als großer Verehrer Schumanns zu erkennen und wollte über Schumanns Geisteskrankheit „gern etwas Positives erfahren“. Die Antwort des Psychiaters ist nicht bekannt.
1865 legte Budy sein Examen als Lehrer ab und wurde im selben Jahr Privatlehrer der Kinder des Fürsten Friedrich zu Hohenlohe-Waldenburg-Schillingsfürst. 1873 wurde er in Gera Lehrer an der Zabelschen höheren Töchterschule und 1881 vom Fürstlich-Reußischen Ministerium zum Oberlehrer ernannt.
Budy engagierte sich in Gera für den Musikalischen Verein und die Liedertafel und schrieb darüber zahlreiche Artikel für die Lokalpresse. Außerdem wurde er einer der engsten Freunde von Ferdinand Schumann (1849–1891), der zuletzt in Gera lebte, wo er am 6. Juni 1891 im Alter von knapp 42 Jahren verstarb. Zu seinen Freunden zählte auch der Schumann-Forscher F. Gustav Jansen.
1904 erhielt er den Titel Professor, bevor er am 1. April 1904 pensioniert wurde. Die letzten Jahre verlebte er in Altona-Ottensen. Dort erarbeitete er 1905 im Auftrag von Marie Schumann (1841–1929) erstmals ein Verzeichnis aller etwa 5000 Briefe an Robert Schumann, die Clara Schumann der Königlichen Bibliothek geschenkt hatte. Es ist bis heute eine wichtige Grundlage der Schumann-Forschung.

## Schriften (Auswahl)
- Die neuen Briefe Robert Schumanns (Rezension), in: Die Grenzboten, Jg. 45 (1886), Viertes Quartal, S. 426–436 (Digitalisat)
- Neue Briefe von Robert Schumann (Rezension), in: Die Grenzboten, Jg. 46 (1887), Erstes Quartal, S. 598–603 (Digitalisat)
- Robert Schumanns gesammelte Schriften (Rezension), in: Die Grenzboten, Jg. 51 (1892), Drittes Quartal, S. 223–230 (Digitalisat)
- Bericht aus Meiningen, in: Musikalisches Wochenblatt, Jg. 28, Nr. 3 vom 14. Januar 1897, S. 36f. (Digitalisat)
- Artikel „Dörffel, Alfred“, in: A Dictionary of Music and Musicians, hrsg. von George Grove, 1900, S. 616 (Online, englisch)